# Championnat d'Europe de Formule 2 1975
Navigation
1974 1976
Le championnat d'Europe de Formule 2 1975 est la neuvième édition du championnat d'Europe de F2. Il a été remporté par le français Jacques Laffite, sur une Martini-BMW de l'écurie Elf.

## Courses de la saison 1975
| no | Date         | Épreuve                             | Lieu              | Vainqueur             | Voiture       | Écurie                 | Résumé |
| -- | ------------ | ----------------------------------- | ----------------- | --------------------- | ------------- | ---------------------- | ------ |
| 86 | 9 mars       | Grand Prix d'Estoril                | Estoril           | Jacques Laffite       | Martini-BMW   | Écurie Elf Ambrozium   | Résumé |
| 87 | 31 mars      | BARC 200                            | Thruxton          | Jacques Laffite       | Martini-BMW   | Écurie Elf Ambrozium   | Résumé |
| 88 | 13 avril     | Trophée d'Allemagne                 | Hockenheim        | Gérard Larrousse      | Alpine-BMW    | Équipe Elf Switzerland | Résumé |
| 89 | 27 avril     | Grand Prix de l'Eifel               | Nürburg           | Jacques Laffite       | Martini-BMW   | Écurie Elf Ambrozium   | Résumé |
| 90 | 11 mai       | Grand Prix de Pau                   | Pau               | Jacques Laffite       | Martini-BMW   | Écurie Elf Ambrozium   | Résumé |
| 91 | 8 juin       | Rhein-Pokalrennen                   | Hockenheim        | Jean-Pierre Jabouille | Alpine-BMW    | Équipe Elf Switzerland | Résumé |
| 92 | 15 juin      | Grand Prix du Festival de Salzbourg | Salzbourg         | Jean-Pierre Jabouille | Jabouille-BMW | Équipe Elf Switzerland | Résumé |
| 93 | 29 juin      | Grand Prix de Rouen                 | Rouen-les-Essarts | Michel Leclère        | March-BMW     | Team March             | Résumé |
| 94 | 13 juillet   | Grand Prix du Mugello               | Mugello           | Maurizio Flammini     | March-BMW     | March Engineering      | Résumé |
| 95 | 27 juillet   | Grand Prix de la Méditerranée       | Enna-Pergusa      | Jacques Laffite       | Martini-BMW   | Écurie Elf Ambrozium   | Résumé |
| 96 | 31 août      | BRDC International Trophy           | Silverstone       | Michel Leclère        | March-BMW     | Team March             | Résumé |
| 97 | 14 septembre | Grand Prix de L'Avenir              | Zolder            | Michel Leclère        | March-BMW     | Team March             | Résumé |
| 98 | 28 septembre | Grand Prix de Nogaro                | Nogaro            | Patrick Tambay        | March-BMW     | Team March             | Résumé |
| 99 | 12 octobre   | Grand Prix de Rome                  | Vallelunga        | Vittorio Brambilla    | March-BMW     | Team March             | Résumé |

Notes: Certaines courses se disputaient en deux manches. Ne sont indiqués dans ce tableau que les vainqueurs du classement cumulé.

## Classement

### Attribution des points
| Points | 9 | 6 | 4 | 3 | 2 | 1 |

### Classement des pilotes
| Place                | Pilote                   | Pays        | Écurie                   | Chassis | Moteur | Drapeau du Portugal | Drapeau du Royaume-Uni | Drapeau de l'Allemagne | Drapeau de l'Allemagne | Drapeau de la France | Drapeau de l'Allemagne | Drapeau de l'Autriche | Drapeau de la France | Drapeau de l'Italie | Drapeau de l'Italie | Drapeau du Royaume-Uni | Drapeau de la Belgique | Drapeau de la France | Drapeau de l'Italie | Total Points |
| -------------------- | ------------------------ | ----------- | ------------------------ | ------- | ------ | ------------------- | ---------------------- | ---------------------- | ---------------------- | -------------------- | ---------------------- | --------------------- | -------------------- | ------------------- | ------------------- | ---------------------- | ---------------------- | -------------------- | ------------------- | ------------ |
| 1                    | Jacques Laffite          | France      | Écurie Elf Ambrozium     | Martini | BMW    | 9                   | 9                      | -                      | 9                      | 9                    | 9                      | -                     | -                    | -                   | 9                   | -                      | -                      | -                    | 9                   | 63           |
| 2                    | Patrick Tambay           | France      | Team March               | March   | BMW    | -                   | 6                      | -                      | 6                      | -                    | -                      | -                     | 6                    | -                   | -                   | 3                      | 6                      | 9                    | -                   | 36           |
|                      | Michel Leclère           | France      | Team March               | March   | BMW    | -                   | -                      | -                      | -                      | 3                    | -                      | -                     | 9                    | -                   | -                   | 9                      | 9                      | 6                    | -                   | 36           |
| 4                    | Gérard Larrousse         | France      | Équipe Elf Switzerland   | Alpine  | BMW    | -                   | -                      | 9                      | -                      | 4                    | -                      | -                     | -                    | -                   | 6                   |                        |                        |                      |                     | 27           |
| 4                    | Gérard Larrousse         | France      | Équipe Elf Switzerland   | Elf2    | BMW    |                     |                        |                        |                        |                      |                        |                       |                      |                     |                     | 6                      | -                      | -                    | 2                   | 27           |
| 5                    | Jean-Pierre Jabouille    | France      | Équipe Elf Switzerland   | Elf2    | BMW    | -                   | 2                      | -                      | 3                      | 6                    | -                      | 9                     | -                    | -                   | -                   | -                      | -                      | 4                    | -                   | 24           |
|                      | Maurizio Flammini        | Italie      | Trivellato Racing Team   | March   | BMW    | -                   | -                      | -                      | -                      | -                    | 4                      | 1                     | -                    | 9                   | -                   | -                      | 4                      | -                    | 6                   | 24           |
| 7                    | Claude Bourgoignie       | Belgique    | Team Vaillant            | March   | BMW    | -                   | -                      | 2                      | -                      | 1                    | 6                      | 3                     | 4                    | -                   | -                   | -                      | -                      | -                    | -                   | 16           |
|                      | Giorgio Francia          | Italie      | Osella Squadra Corse     | Osella  | BMW    | 3                   | -                      | 3                      | 1                      | -                    | 2                      | 2                     | -                    | -                   | 3                   | -                      | 2                      | -                    | -                   | 16           |
| 9                    | Alessandro Pesenti-Rossi | Italie      | ?                        | March   | BMW    | -                   | -                      | 1                      | -                      | -                    | -                      | -                     | -                    | 6                   | 1                   | -                      | -                      | 2                    | 4                   | 14           |
| 10                   | Gabriele Serblin         | Italie      | Elba Racing              | March   | BMW    | -                   | -                      | -                      | -                      | -                    | -                      | 4                     | 1                    | -                   | 4                   | 2                      | -                      | -                    | -                   | 11           |
| 11                   | Duilio Truffo            | Italie      | Osella Squadra Corse     | Osella  | BMW    | 2                   | 1                      | -                      | -                      | 2                    | 1                      | -                     | -                    | 2                   | 2                   | -                      | -                      | -                    | -                   | 10           |
|                      | Brian Henton             | Royaume-Uni | ?                        | March   | Ford   | -                   | -                      | 6                      | -                      | -                    | -                      | -                     | -                    | -                   | -                   |                        |                        |                      |                     | 10           |
| Wheatcroft Racing    | Brian Henton             | Royaume-Uni | Wheatcroft-Pilbeam (en)  | Ford    |        |                     |                        |                        |                        |                      |                        |                       |                      |                     | 4                   | -                      | -                      | -                    |                     | 10           |
| 13                   | Hans Binder              | Autriche    | Team Eurorace            | March   | BMW    | -                   | -                      | -                      | -                      | -                    | -                      | 6                     | -                    | -                   | -                   | -                      |                        |                      |                     | 9            |
| 13                   | Hans Binder              | Autriche    | ?                        | Chevron | BMW    |                     |                        |                        |                        |                      |                        |                       |                      |                     |                     |                        | 3                      | -                    | -                   | 9            |
|                      | Giancarlo Martini        | Italie      | Scuderia del Passatore   | March   | BMW    | 1                   | 4                      | -                      | -                      | -                    | -                      | -                     | -                    | -                   | -                   | 1                      | -                      | -                    | 3                   | 9            |
| 15                   | Loris Kessel             | Suisse      | Ambrozium Racing         | March   | BMW    | -                   | -                      | 4                      | -                      | -                    | 3                      | -                     | -                    | -                   | -                   | -                      | -                      | -                    | -                   | 7            |
| 16                   | Jo Vonlanthen            | Suisse      | Brissago Blauband Racing | March   | BMW    | 6                   | -                      | -                      | -                      | -                    | -                      | -                     | -                    | -                   | -                   | -                      | -                      | -                    | -                   | 6            |
|                      | Jean-Pierre Jaussaud     | France      | Fred Opert Racing        | March   | Ford   | -                   | -                      | -                      | -                      | -                    | -                      | -                     | 3                    | -                   | -                   | -                      | -                      |                      |                     | 6            |
| Project Three Racing | Jean-Pierre Jaussaud     | France      | March                    | BMW     |        |                     |                        |                        |                        |                      |                        |                       |                      |                     |                     |                        | 3                      | -                    |                     | 6            |
| 18                   | Lamberto Leoni           | Italie      | Scuderia del Passatore   | March   | BMW    | 4                   | -                      | -                      | -                      | -                    | -                      | -                     | -                    | -                   | -                   | -                      | -                      | -                    | -                   | 4            |
|                      | Harald Ertl              | Autriche    | Fred Opert Racing        | Chevron | BMW    | -                   | -                      | -                      | 4                      | -                    | -                      | -                     | -                    | -                   | -                   | -                      | -                      | -                    | -                   | 4            |
|                      | Gianfranco               | Italie      | Scuderia del Passatore   | March   | BMW    | -                   | -                      | -                      | -                      | -                    | -                      | -                     | -                    | 4                   | -                   | -                      | -                      | -                    | -                   | 4            |
|                      | Carlo Giorgio            | Italie      | Scuderia Jolly Club      | March   | Ford   | -                   | -                      | -                      | -                      | -                    | -                      | -                     | -                    | 3                   | -                   | -                      | -                      | -                    | 1                   | 4            |
| 22                   | Héctor Rebaque           | Mexique     | Fred Opert Racing        | Chevron | Ford   | -                   | 3                      | -                      | -                      | -                    | -                      | -                     | -                    | -                   | -                   | -                      | -                      | -                    | -                   | 3            |
|                      | Bernard de Dryver        | Belgique    | Trivellato Racing Team   | March   | BMW    | -                   | -                      | -                      | -                      | -                    | -                      | -                     | 2                    | 1                   | -                   | -                      | -                      | -                    | -                   | 3            |
| 24                   | Sandro Cinotti           | Italie      | Project Three Racing     | Chevron | BMW    | -                   | -                      | -                      | 2                      | -                    | -                      | -                     | -                    | -                   | -                   | -                      | -                      | -                    | -                   | 2            |
| 25                   | Ray Mallock              | Royaume-Uni | Ardmore Racing           | March   | Ford   | -                   | -                      | -                      | -                      | -                    | -                      | -                     | -                    | -                   | -                   | -                      | 1                      | -                    | -                   | 1            |
|                      | Alberto Colombo (en)     | Italie      | Trivellato Racing Team   | March   | BMW    | -                   | -                      | -                      | -                      | -                    | -                      | -                     | -                    | -                   | -                   | -                      | -                      | 1                    | -                   | 1            |